# هندريك كوتورير
هندريك كوتورير هو رسام هولندي، ولد في 1620 في لايدن في هولندا، وتوفي في 1684 في نيويورك في الولايات المتحدة.